# Bau und Leben der Rhinogradentia
Bau und Leben der Rhinogradentia ist ein wissenschaftlich geschriebenes Lehrbuch des Zoologieprofessors Harald Stümpke aus dem Jahre 1957. Hinter dem Pseudonym Stümpke verbirgt sich der Zoologieprofessor Gerolf Steiner.
Er schreibt in dem Buch, dass 1941 ein Schwede bei seiner Flucht aus japanischer Kriegsgefangenschaft in der Südsee eine Inselgruppe entdeckt hatte, auf der Rhinogradentia (auf Deutsch Naslinge) lebten. Zu ihrer Erforschung wurde ein Institut gegründet, das Professor Stümpke leitete. Die Inseln, samt dem Institut und den Naslingen, wurden 1945 durch eine Atombombe zerstört. Auch Stümpke kam dabei ums Leben, er hatte aber vorher schon sein Manuskript über die Rhinogradentia an seinen Kollegen Steiner übergeben. Er übernahm die schwierige Aufgabe, es posthum zu veröffentlichen, und reicherte es auch noch mit zahlreichen Abbildungen an. Dadurch verzögerte sich die Publikation bis 1957.    Steiner beschreibt detailliert die Lebensweise, Anatomie und Physiologie der von ihm erfundenen Tiergruppe der Rhinogradentia, aufbauend auf dem Gedicht Das Nasobem von Christian Morgenstern. Das Buch hat durch seine detailreiche Darstellung der Tiere, die zoologisch sehr fundiert ist, einen Kultstatus unter zoologisch Interessierten erreicht.
Neben der Steinlaus gehören die Rhinogradentia oder Nasenschreitlinge heute zu den bekanntesten Beispielen für den wissenschaftlichen Witz aus dem Bereich der Zoologie. Das Buch wurde zuerst auf Deutsch veröffentlicht und später in verschiedene Sprachen übersetzt.